# Hans Krebs
Hans Krebs (ur. 4 marca 1898 w Helmstedt, zm. 1 maja 1945 w Berlinie) – niemiecki wojskowy i dyplomata, generał piechoty, attaché wojskowy w Moskwie, szef sztabu generalnego wojsk lądowych (1945). Uczestnik I i II wojny światowej.

## Życiorys
Urodził się w Helmstedt. W 1914 zgłosił się na ochotnika do służby w Armii Cesarstwa Niemieckiego i awansował do stopnia podporucznika w 1915. Po 1919 wstąpił do Reichswehry i w 1925 został porucznikiem. Od 1931 pracował w ministerstwie. W 1933 został attaché wojskowym w Moskwie. Od października 1934 pełnił funkcje sztabowe między innymi w sztabie generalnym wojsk lądowych. W 1938 otrzymał stopień podpułkownika i został szefem szkolenia oddziału szkoleniowego wojsk lądowych. W 1939 został szefem sztabu VII Korpusu Armijnego. W 1942 został szefem sztabu 9 Armii, od 1 lutego tego roku generał major. W 1943 szef sztabu Grupy Armii „Środek”. W 1944 objął stanowisko szefa sztabu w Grupie Armii B. W tym samym roku został generałem piechoty. 1 kwietnia został mianowany szefem sztabu Naczelnego Dowództwa Wojsk Lądowych. W nocy z 30 kwietnia na 1 maja 1945 negocjował poddanie się garnizonu berlińskiego z generałem Wasilijem Czujkowem. W dniu 1 maja, po wcześniejszych samobójstwach Hitlera i Goebbelsa, około godziny 21:30 razem z generałem Wilhelmem Burgdorfem popełnił samobójstwo.

## Literatura
- Braunschweiger Zeitung Spezial (04/2005) «Hans Krebs — Hitlers treuester General».